# Ginnastica ai Giochi della X Olimpiade - Cavallo con maniglie
La competizione del cavallo con maniglie di Ginnastica artistica dei Giochi della X Olimpiade si è svolta al Memorial Coliseum di Los Angeles il giorno 11 agosto 1932.

## Risultati
| Pos.    | Atleta              | Nazione     | 1 prova | 2 prova | Totale |
| ------- | ------------------- | ----------- | ------- | ------- | ------ |
| Oro     | István Pelle        | Ungheria    | 28,9    | 28,3    | 57,2   |
| Argento | Omero Bonoli        | Italia      | 27,9    | 28,7    | 56,6   |
| Bronzo  | Frank Haubold       | Stati Uniti | 27,8    | 27,9    | 55,7   |
| 4       | Frank Cumiskey      | Stati Uniti | 26,3    | 28,4    | 54,7   |
| 5       | Péter Boros         | Ungheria    | 27,2    | 25,5    | 52,7   |
| 6       | Al Jochim           | Stati Uniti | 25,6    | 25,6    | 51,2   |
| 7       | Heikki Savolainen   | Finlandia   | 23,4    | 27,6    | 51,0   |
| 8       | Ilmari Pakarinen    | Finlandia   | 24,7    | 25,2    | 49,9   |
| 9       | Mauri Nyberg-Noroma | Finlandia   | 23,8    | 25,9    | 49,7   |
| 10      | Ismael Mosqueira    | Messico     | 20,4    | 21,4    | 41,8   |